# دهه ۱۵۴۰ (پیش از میلاد)
دهه ۱۵۴۰ (پیش از میلاد) صد و پنجاه و چهارمین دهه قبل از مبدا شروع تقویم میلادی است.